# The Women (1939)
The Women is een film uit 1939 onder regie van George Cukor. De film is gebaseerd op het gelijknamige toneelstuk van Clare Boothe Luce. Destijds werd het in het Nederlands uitgebracht onder de titel Vrouwen.

## Verhaal
De film volgt een groep vrouwen uit de beau monde van Manhattan. Mary Haines is de welgestelde vrouw van Stephen die het perfecte leventje leidt. Ze heeft een beleefde dochter, krijgt alles wat haar hartje begeert en heeft een goedlopend sociaal leventje. Op een dag hoort haar beste vriendin Sylvia Fowler van manicuriste Olga dat Mary's echtgenoot een affaire heeft met Crystal Allen, de seksueel vrijgevochten medewerker bij de parfumafdeling van een warenhuis. Ze kan niet wachten dit nieuws te verspreiden bij al haar vrienden.
Het duurt niet lang voordat iedereen afweet van het gerucht. Mary blijft nog voor een tijd naïef, maar begint al snel in te zien wat er zich gaande speelt. Ze probeert het beste van haar man te denken, maar verwacht het ergste als haar man plotseling hun lang geplande vakantie afzegt. Sylvia zorgt persoonlijk voor de druppel die de emmer doet overlopen, door haar te sturen naar de manicurist die Mary het hele verhaal vertelt. Mary's moeder adviseert haar te doen alsof ze van niets weet, omdat volgens haar niets vernederender is dan een gescheiden vrouw.
Mary probeert het advies van haar moeder te volgen, maar stort in als ze Crystal onverwachts tegen het lijf loopt bij een modeshow. Ze uit al haar woede tegen de vrouw, maar krijgt hier spijt van als dit de volgende dag in alle kranten wordt gepubliceerd. Zo voelt dat haar aanzien is aangetast en eist een scheiding. Om dit mogelijk te maken, moet ze de trein naar Reno nemen. Onderweg ontmoet ze een aantal andere vrouwen die een scheiding aan willen vragen, waaronder Peggy Day, gravin De Lave en Miriam Aarons.
Gezamenlijk arriveren ze op een ranch, waar ze elkaar troost en steun beloven. Al snel wordt Mary verrast door de nieuwe bezoeker, Sylvia. Zij is aan de kant gezet door haar man, die verliefd is geworden op Miriam. Op de dag dat haar scheiding met Stephen rond zal zijn, raadt Miriam haar aan niet te veel aan haar eer te denken en haar man terugnemen. Mary realiseert zich dat ze nog steeds van haar man houdt en volgt het advies van Miriam, maar het blijkt al te laat te zijn. Crystal is namelijk ingetrokken bij hem.
Er gaan twee jaren voorbij. Crystal is verveeld met haar luxe leven en kan haar stiefdochter niet uitstaan. Ze krijgt een affaire met Buck Winston, de nieuwste aanwinst van de gravin. Mary wil nog steeds haar man terug, maar heeft inmiddels de hoop opgegeven dat dit ooit zal gebeuren. Hier komt een verandering aan als haar dochter vertelt over Crystals minnaar. Mary besluit eindelijk te strijden voor wat ze wil en lokt Sylvia - die inmiddels bevriend is met Crystal - in de val om haar affaire publiekelijk te onthullen. Als iedereen weet van Crystals affaire, wordt ze al snel aan de kant gezet. Ondertussen wordt Mary na lang wachten herenigd met Stephen.

## Rolverdeling
| Acteur           | Personage                          | Foto |
| ---------------- | ---------------------------------- | ---- |
| Norma Shearer    | Mary Haines                        |      |
| Joan Crawford    | Crystal Allen                      |      |
| Rosalind Russell | Sylvia Howard Fowler               |      |
| Mary Boland      | Gravin De Lave                     |      |
| Paulette Goddard | Miriam Aarons                      |      |
| Phyllis Povah    | Edith Phelps Potter                |      |
| Joan Fontaine    | Peggy Day                          |      |
| Virginia Weidler | Kleine Mary                        |      |
| Lucile Watson    | Mevrouw Morehead                   |      |
| Marjorie Main    | Lucy                               |      |
| Virginia Grey    | Pat                                |      |
| Ruth Hussey      | Miss Watts (Stephens secretaresse) |      |
| Muriel Hutchison | Jane (Mary's huishoudster)         |      |
| Hedda Hopper     | Dolly Dupuyster                    |      |
| Florence Nash    | Nancy Blake                        |      |
| Cora Witherspoon | Mevrouw Van Adams                  |      |
| Ann Morriss      | Exercise-instructrice              |      |
| Dennie Moore     | Olga                               |      |
| Mary Cecil       | Maggie (Mary's kokkin)             |      |
| Mary Beth Hughes | Miss Trimmerback                   |      |

## Achtergrond

### Productie

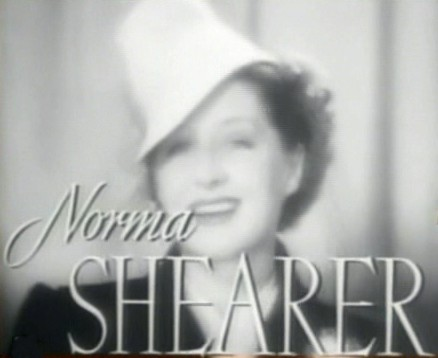
Norma Shearer als Mary Haines

Het toneelstuk waar de film op is gebaseerd maakte haar debuut op 26 december 1936 in het Ethel Barrymore Theatre op Broadway en had Margalo Gillmore, Betty Lawford, Ilka Chase, Margaret Douglass, Audrey Christie, Phyllis Povah en Adrienne Marden in de hoofdrollen. De actrices uit de film die ook in het toneelstuk te zien waren, zijn Povah, Marjorie Main, Mary Cecil en Marjorie Wood. Al in 1937 waren de eerste plannen om het toneelstuk te verfilmen. Producenten Max Gordon en Harry M. Goetz kochten de rechten en stelden Gregory LaCava aan om Claudette Colbert te regisseren in de filmversie.
Na veel oponthoud kocht Metro-Goldwyn-Mayer de rechten in 1938. Het was bedoeld als vehikel voor Norma Shearer, met Clarence Brown als regisseur. Ilka Chase mocht de rol opnieuw spelen. Producent Hunt Stromberg wilde liever George Cukor voor de regie, maar hij was druk bezig met de opnamen van Gone with the Wind (1939). Toen hij daarvan werd ontslagen, werd hij onmiddellijk aangesteld als de regisseur van The Women. Joan Crawford wilde graag de rol van Crystal Allen. De afgelopen jaren waren vrijwel al haar films geflopt en ze realiseerde zich dat ze een succesvolle film nodig had. Hoewel ze al jaren een hekel had aan Shearer, deed ze er alles aan de rol te bemachtigen. Dit deed ze uiteindelijk met succes.
Tijdens de opnames wilden de makers er zeker van zijn dat de titel de film eer doet. In de film spelen alleen vrouwen mee. Zelfs de dieren die erin te zien zijn, zijn van het vrouwelijk geslacht. De opnames verliepen met veel moeite. Shearer en Crawford hadden al jaren een hekel aan elkaar. Shearer smeekte de regisseur verschillende malen om Crawford te ontslaan en liet duidelijk merken dat ze niet blij was met haar in een film te spelen. Hoewel hun personages een hekel aan elkaar hebben, bouwden Rosalind Russell en Paulette Goddard wel een hechte vriendschap op. In een scène moest Russell haar bijten in haar arm. Omdat er geen stuntvrouwen gebruikt konden werden, werd Goddard daadwerkelijk gebeten en hield hier een permanente litteken aan over.
Shearer eiste dat enkel haar naam boven de titel vermeld zou staan op de poster. Haar collega's waren het hier niet mee eens. Russell meldde zich net zo lang ziek totdat Shearer eindelijk toegaf. Uiteindelijk werden Shearer, Crawford en Russels naam boven de titel vermeld. Crawford vertelde later dat ze het geweldig vond samen te werken met Russell, Mary Boland, Butterfly McQueen en vooral Goddard. Over haar samenwerking met Joan Fontaine was ze, net zoals over Shearer, niet positief te spreken. Ze vertelde dat hoewel ze zich niet slecht gedroeg, er 'iets aan haar was'. Ze voorspelde dat ze wellicht jaloers was dat haar rol niet groot genoeg was.

### Ontvangst
De film had alle vrouwelijke sterren van MGM in de hoofdrollen, exclusief Greta Garbo en Myrna Loy. Het werd mede daarom een enorm succes en ging al snel de boeken in als een klassieker. Er was veel promotie rond de relatie tussen Shearer en Crawford. Volgens collega's gedroegen ze zich echter nooit slecht op de set en waren ze altijd beleefd tegen elkaar. De pers sprak lovend over de film. De New York Herald Tribune schreef dat het sentimenteel was en veel humor had. The New York Times noemde de film zo geweldig, dat 'elke studio minstens een keer per jaar een brutale film zou moeten maken'. Het gaf alle lof aan de acteurs en schreef dat Shearer haar beste acteerprestatie tot dan toe leverde.
The Women bracht in de Verenigde Staten $1.610.000 op en in andere landen $660.000, waarmee het in totaal $2.270.000 opleverde. Wegens het succes kwam in 1956 een nieuwe versie, die werd uitgebracht als The Opposite Sex. Deze film had, in tegenstelling tot deze versie, niet uitzonderlijk vrouwen in de hoofdrollen. In 2008 werd nog een nieuwe versie uitgebracht. Deze werd niet goed ontvangen.